# Kālīnagar
Kālīnagar är en ort i Indien.   Den ligger i distriktet Pīlībhīt och delstaten Uttar Pradesh, i den norra delen av landet, 280 km öster om huvudstaden New Delhi. Kālīnagar ligger 191 meter över havet och antalet invånare är 10 728.
Terrängen runt Kālīnagar är mycket platt, och sluttar söderut. Runt Kālīnagar är det tätbefolkat, med 308 invånare per kvadratkilometer. Närmaste större samhälle är Pūranpur, 13,6 km sydost om Kālīnagar. Trakten runt Kālīnagar består till största delen av jordbruksmark.